# DSO Blanicko-Otavského regionu
DSO Blanicko-Otavského regionu je dobrovolný svazek obcí v okresu Písek a okresu Strakonice, jeho sídlem je Protivín a jeho cílem je regionální rozvoj. Sdružuje celkem 23 obcí a byl založen v roce 2001.

## Obce sdružené v mikroregionu
- Albrechtice - součást obce Drahonice
- Bavorov
- Bílsko
- Číčenice
- Dolní Novosedly
- Drahonice
- Heřmaň
- Chelčice
- Krajníčko
- Krašlovice
- Libějovice
- Měkynec
- Paseky
- Pivkovice
- Protivín
- Putim
- Ražice
- Skály
- Stožice
- Tálín
- Truskovice
- Vodňany
- Žďár